# Frederich Last
Frederich Franz Ludwich Ulrich Last (né le 3 janvier 1786 - 7 mai 1833) est un administrateur colonial sur la Côte-de-l'Or.

## Biographie

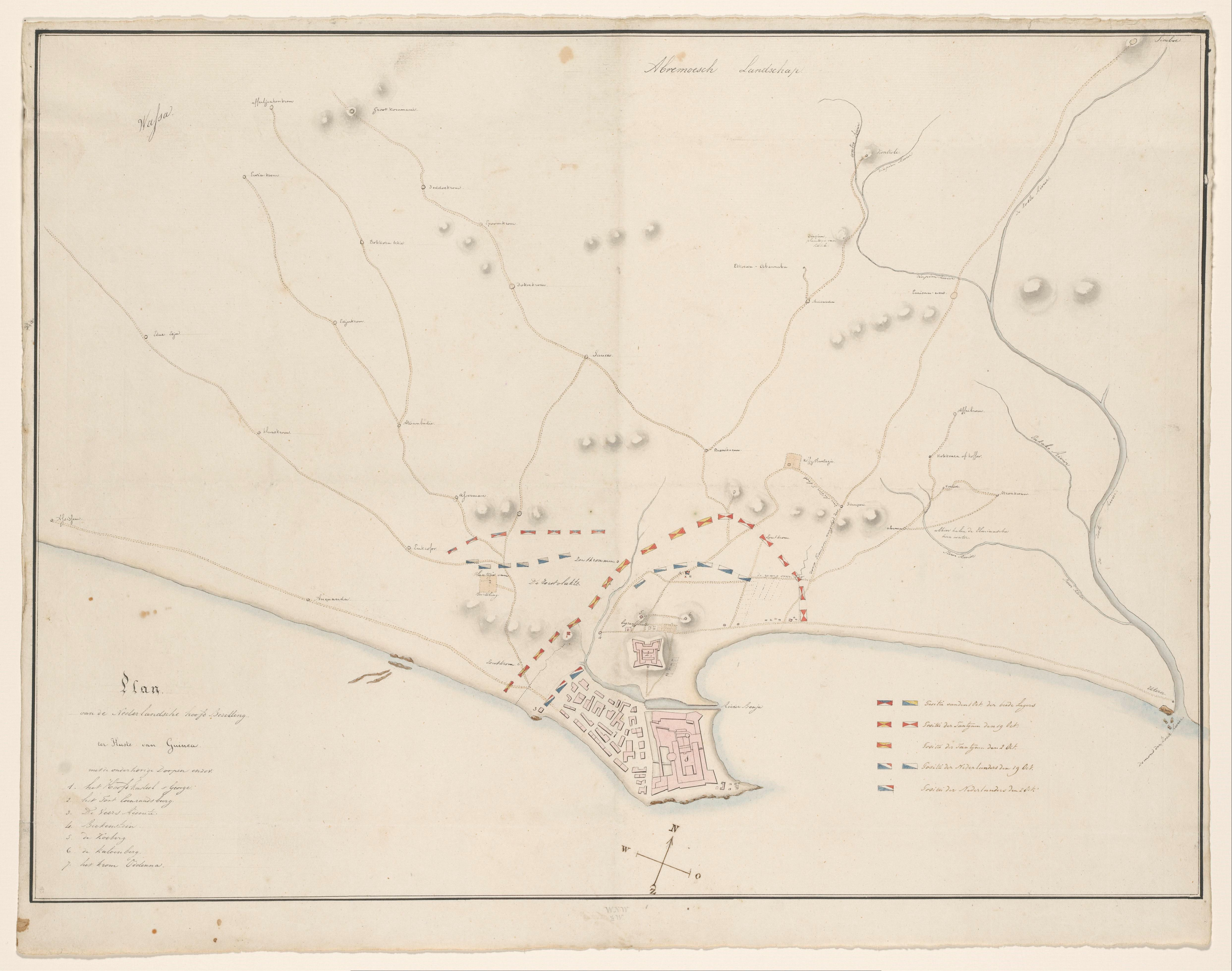
En 1828, pendant le mandat de Last, Elmina est assiégée par les Fantis, les Wassa et d'autres forces alliées britanniques.

Frederich Last est né à Rostock de Johann Christian Last et de Catharina Maria Deichman. Il est nommé assistant sur la Côte-de-l'Or néerlandaise le 1er octobre 1815, dans le cadre de la nouvelle administration coloniale sous le gouverneur général Herman Willem Daendels, et devient comptable et caissier le 10 avril 1821.
Il sert pour la dernière fois comme commandant par intérim entre le 31 août 1821 et le 14 février 1822,. Au cours de son mandat, le 17 janvier 1822, Kwadwo Akyampon arrive à Elmina, il est envoyé par l'Asantehene Osei Tutu Kwame pour établir une résidence Ashanti à Elmina. Le but de cette mission est de garantir la loyauté d'Elmina et des Néerlandais envers l'Empire ashanti, qui à l'époque est impliqué dans des tensions de plus en plus croissantes avec les Britanniques. Après être retourné à Kumasi pour rendre compte de sa mission à Elmina à l'Ashantihene, Kwadwo Akyampon reprend sa résidence à Elmina le 23 juillet 1823. Il reste à Elmina jusqu'à sa mort en 1832.
Il sert à nouveau comme commandant par intérim entre février 1824 et janvier 1826,, et à partir du 26 novembre 1827, avant d'être nommé commandant à part entière le 4 octobre 1828.
Un autre développement important pendant le mandat de Last est le début du recrutement de soldats pour l'armée néerlandaise des Indes orientales sur la Côte-de-l'Or. Le capitaine de vaisseau E. Lucas, qui est envoyé par le gouvernement néerlandais en mission secrète sur la Côte-de-l'Or pour enquêter sur la possibilité d'un recrutement, indique au ministère des Colonies que le recrutement est possible, qui à son tour répond en donnant des instructions à Last le 29 juin 1831 pour assembler un détachement d'essai de 150 hommes . Les instructions n'atteignent Last que le 26 novembre 1831, parce que le navire qui transporte les instructions fait naufrage au large de la Sierra Leone. Seulement dix jours plus tard, le navire marchand Rotterdams Welvaren arrive au port d'Elmina pour expédier les recrues à Java. En raison de la courte fenêtre de recrutement, le Rotterdams Welvaren met le cap sur Java le 17 décembre 1831 avec seulement dix-huit recrues à bord. Le dernier rapporte au ministère des Colonies que le recrutement s'est non seulement avéré problématique en raison du court laps de temps, mais aussi parce que l'émigration volontaire est un concept inconnu dans la région . Lorsque deux navires supplémentaires arrivent en février 1832, le premier part avec dix-neuf recrues et le second avec seulement sept. 
Après avoir été à la tête de la colonie pendant trois ans et demi, Last quitte la Côte-de-l'Or en avril 1832 pour des raisons de santé et trois commandants par intérim lui succèdent coup sur coup. Ce n'est qu'en mai 1833 que son successeur Christiaan Lans arrive.
Frederich Last meurt à Kampen le 7 mai 1833.

## Réputation
Last est décrit par son homologue britannique George Maclean comme "grippe-sou jusqu'à la méchanceté" lorsqu'il a refusé à Kwadwo Akyampon le paiement anticipé du kostgeld.

## Vie privée
Last a au moins deux enfants avec l'aubergiste euro-africaine Elisabeth Atteveld : Frans Frederich Ludwig Ulrich Last (1822-1883), qui retourne avec lui à Kampen aux Pays-Bas et qui devient plus tard procureur général à la Cour suprême du Indes néerlandaises et Herman Willem Frederik Last (1825–1850), resté sur la Côte-de-l'Or . En novembre 1831, il a un autre fils nommé Carl Christian Daniël avec une femme nommée Esseboe, qui est l'esclave d'Elisabeth Atteveld   .
Le 15 juin 1827, alors qu'il est en congé aux Pays-Bas, il épouse van Petronella Johanna Aleida van Vlierden à Kampen. Petronella Johanna Aleida van Vlierden est une nièce d'Aleida Elisabeth Reiniera van Vlierden, l'épouse d'Herman Willem Daendels.

## Décorations
Il est décoré de l'Ordre militaire de Guillaume, chevalier de 4e classe, le 2 décembre 1832 pour son long service sur la Côte-de-l'Or.